# Carpinus turczaninovii
Carpinus turczaninovii är en björkväxtart som beskrevs av Henry Fletcher Hance. Carpinus turczaninovii ingår i släktet avenbokar, och familjen björkväxter. Inga underarter finns listade.

## Bildgalleri

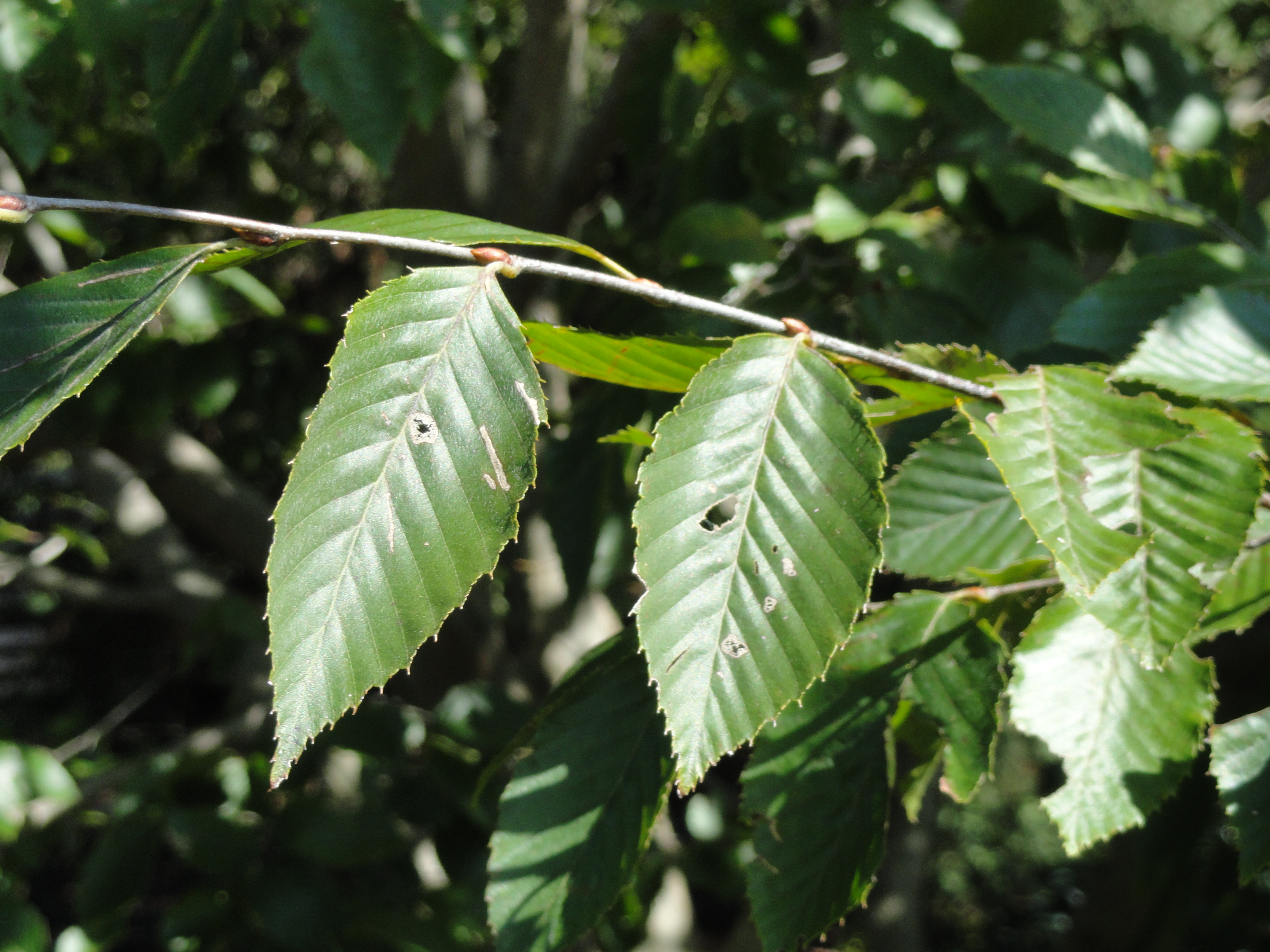
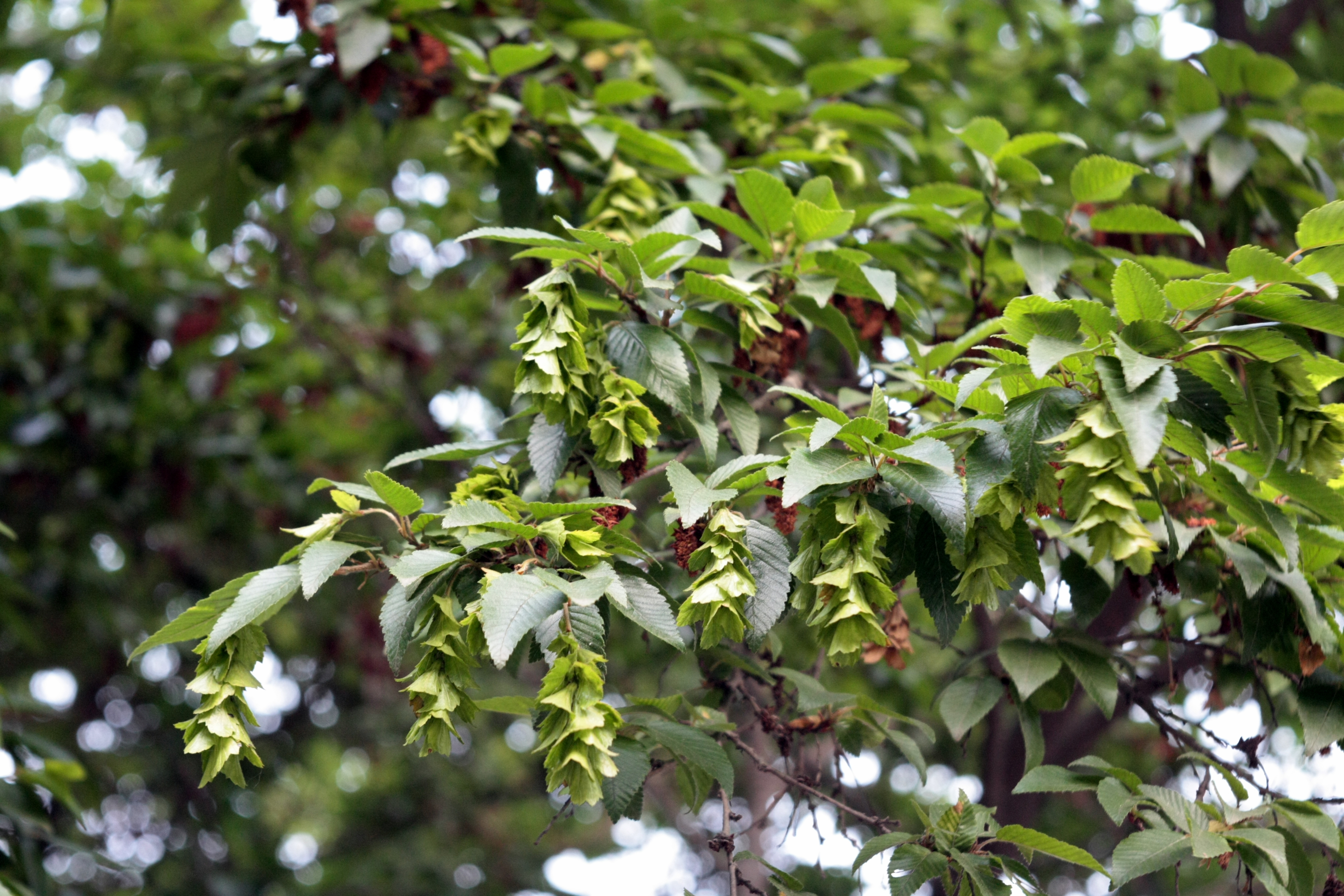